# Todirești (gmina w okręgu Vaslui)
Todirești – gmina w Rumunii, w okręgu Vaslui. Obejmuje miejscowości Cotic, Drăgești, Huc, Plopoasa, Siliștea, Sofronești, Todirești, Valea Popii i Viișoara. W 2011 roku liczyła 3214 mieszkańców.